# Ткаченко, Максим Борисович
Максим Борисович Ткаченко (род. 16 января 1992, Ростов-на-Дону, Россия) — российский профессиональный баскетболист, играющий на позиции разыгрывающего защитника.

## Карьера
Ткаченко воспитанник баскетбольного клуба «Локомотив-Кубань». В 2012 году Ткаченко начал привлекаться к основному составу команды, но большого игрового времени не получал.
В январе 2013 года был отдан в аренду в «Урал» до окончания сезона 2013/2014, в составе которого стал чемпионом Суперлиги. В 30 играх чемпионата проводил на площадке в среднем 21 минуту, набирая 6 очков, 2,6 подбора и 2,2 передачи.
В сентябре 2013 года Ткаченко подписал 1-летний контракт с петербургским «Спартаком», но не смог утвердиться в качестве игрока основной ротации команды. В 18 матчах Единой лиги ВТБ Максим набирал 1,2 в среднем за игру
В 2014 году Ткаченко вновь стал игроком «Урала». В своём втором сезоне в составе екатеринбургского клуба, Ткаченко занял лидирующие позиции в коллективе, став лучшим ассистентом (4,4 передачи) и одним из лучших снайперов команды (10,0 очков).
В июле 2015 года Ткаченко перешёл в «Красный Октябрь». В 27 матчах за 11 минут игрового времени, Максим набирал по 2 очка и 1,3 передачи.
В августе 2016 года Ткаченко вернулся в «Урал».
В августе 2017 года стал игроком «Химки-Подмосковье».
В июне 2019 года Ткаченко перешёл в «Руну». В 22 играх его статистика составила 14,9 очка, 3,4 подбора, 4,7 передачи и 0,8 перехвата.
В сезоне 2020/2021 Ткаченко принял участие в 41 матче, в которых набирал в среднем 7,3 очка, 2,3 подбора и 2,7 передачи.
В июле 2021 года Ткаченко подписал контракт с «Новосибирском».
В августе 2022 Ткаченко продолжил карьеру в УНИКСе с которым стал чемпионом Единой лиги ВТБ и чемпионом России.

## Сборная России
В апреле 2018 года Ткаченко был включён в расширенный список кандидатов в сборную России по баскетболу 3х3 для подготовки к Кубку мира.

## Достижения
- Чемпион Единой лиги ВТБ: 2022/2023
- Серебряный призёр Единой лиги ВТБ: 2017/2018
- Бронзовый призёр Суперкубка Единой лиги ВТБ: 2022
- Чемпион России: 2022/2023
- Серебряный призёр чемпионата России: 2017/2018
- Чемпион Суперлиги: 2013/2014

## Статистика
| Сезон                                                                                   | Команда                   | Лига            | GP | GS | MPG  | FG%   | 3P%   | FT%  | RPG | APG | SPG | BPG | PPG |  |
| 2011/2012                                                                               | Локомотив-Кубань          | ПБЛ             | 1  | 0  | 3,4  | 0,0   | 0,0   | 0,0  | 1,0 | 0,0 | 0,0 | 0,0 | 0,0 |  |
| 2012/2013                                                                               | Локомотив-Кубань          | Еврокубок       | 1  | 1  | 10,2 | 100,0 | 100,0 | 0,0  | 2,0 | 0,0 | 0,0 | 0,0 | 3,0 |  |
| 2013/2014                                                                               | Все клубы                 | Все лиги        | 25 | 0  | 6,1  | 50,0  | 33,3  | 33,3 | 0,5 | 0,9 | 0,2 | 0,0 | 1,2 |  |
| 2013/2014                                                                               | Спартак (Санкт-Петербург) | Единая лига ВТБ | 18 | 0  | 5,2  | 50,0  | 25,0  | 33,3 | 0,3 | 0,8 | 0,2 | 0,0 | 1,1 |  |
| 2013/2014                                                                               | Спартак (Санкт-Петербург) | Еврокубок       | 7  | 0  | 8,5  | 50,0  | 50,0  | 0,0  | 1,0 | 1,3 | 0,4 | 0,0 | 1,4 |  |
|                                                                                         |                           | Всего           | 27 | 1  | 6,2  | 52,2  | 38,5  | 33,3 | 0,6 | 0,9 | 0,2 | 0,0 | 1,2 |  |
| Наведите курсор мыши на аббревиатуры в заголовке таблицы, чтобы прочесть их расшифровку |                           |                 |    |    |      |       |       |      |     |     |     |     |     |  |